# Luiz Renato Viana da Silva
Luiz Renato Viana da Silva (10 januari 1982) is een voormalig Braziliaans voetballer.

## Carrière
Luiz speelde tussen 2000 en 2001 voor Kawasaki Frontale.